# Serge Kevyn
Serge Kevyn Aboué Angoué (Port-Gentil, 3 de agosto de 1994) é um futebolista profissional, gabonense, que atua como atacante.

## Carreira
Serge Kevyn fez parte do elenco da Seleção Gabonense de Futebol na Campeonato Africano das Nações de 2017.